# 歐姆內
歐姆內（皇家轉寫：Om Noi），是泰国龍仔厝府的城市，位於曼谷都會區。面積約為30平方公里，距首都曼谷約13公里。該市成立於2010年。

## 交通
- 碧甲盛路